# 15 Pułk Piechoty Armii Krajowej (Puławy)

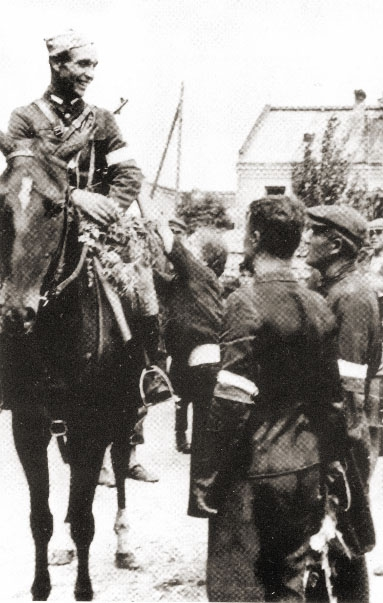
Marian Bernaciak legendarny dowódca OP I/15 pp "Wilków" AK

15 Pułk Piechoty „Wilków” AK – jednostka sił zbrojnych Armii Krajowej odtwarzana wg. planu Odtwarzania Sił Zbrojnych podczas Akcji „Burza”. 

## Historia
Zgrupowanie Oddziałów Partyzanckich 15 Pułku Piechoty „Wilków” AK powstało w Obwodzie Puławy AK w maju 1944 r. Składało się wówczas z czterech następujących jednostek partyzanckich:
- Oddziału Mariana Bernaciaka ps. „Orlik” o kryptonimie OP I/15 działającym na terenie Podobwodu „A” Dęblin-Ryki w Obwodzie Puławy AK.
- Oddziału Franciszka Jerzego Jaskulskiego ps. „Zagończyk” o kryptonimie OP II/15. Był to oddział lotny nie przyporządkowany do żadnego z podobwodów.
- Oddziału Jana Zdzisława Targosińskiego „Hektor”, a następnie Bolesława Kozunia „Turnus” o kryptonimie OP III/15 działającym na terenie podobwodu „B” Puławy w Obwodzie Puławy AK.
- Oddziału Bolesława Frańczaka „Argila” o kryptonimie OP OP IV/15 działającym na terenie podobwodu „C” Opole Lubelskie w Obwodzie Puławy AK.

Oddziały te były kolejno 1, 2, 3 i 4 kompanią I batalionu 15 Pułku Piechoty „Wilków” AK.
Do Oddziałów Partyzanckich 15 Pułku Piechoty „Wilków” AK zaliczany był również oddział Stanisława Łokuciewskiego „Mały” operujący na terenie Obwodu Kraśnik AK, który wchodził w skład Inspektoratu Puławy AK.
W skład pułku wchodził również batalion 15 Pułku sformowany w Obwodzie Garwolin Podokręgu wschodniego Obszaru Warszawskiego AK, dowodzony przez kpt. Wacława Makulca Mirkowski”. W trakcie koncentracji liczył 708 żołnierzy (18 oficerów, 37 podoficerów i 635 szeregowych), zaś uzbrojenie składało się z 9 ckm, 11 rkm, 250 kb, 105 pm, 144 pistoletów, 1 kb przeciwpancernego i 330 granatów. Batalion miał wzmocnić oddziały okręgu lubelskiego, lecz ostatecznie walczył na terenie obwodu Garwolin. Oddziały batalionu 27 lipca 1944 opanowały stację kolejową w Woli Rębkowskiej, oraz węzeł kolejowy w Pilawie.
W planie Odtwarzania Sił Zbrojnych 15 Pułk Piechoty „Wilków” AK wraz z 36 pułkiem Legii Akademickiej i 72 pułkiem piechoty, miał wejść w skład 28 Dywizji Piechoty AK, odtwarzanej przez okręg kielecki, warszawski i obwód puławski z Okręgu Lublin AK. Zorganizowanie pułku należało do zadań okręgu lubelskiego i miało nastąpić w pierwszej kolejności odtwarzania, tj. bezpośrednio po akcji Burza. Zwierzchnictwo nad pułkiem sprawował komendant Obwodu Puławy AK, pełniący jednocześnie funkcje inspektora rejonowego w Inspektoracie Puławy AK, mjr Zygmunt Żyłka-Żebracki „Żeliwa”, Kawaler Orderu Wojennego Virtuti Militari IV i V klasy.